# Müskürlü
Müskürlü è un comune dell'Azerbaigian situato nel distretto di Göyçay. Conta una popolazione di 1 040 abitanti.